# Энциклопедия эсперанто
Энциклопе́дия эспера́нто — энциклопедия об эсперанто и эсперанто-движении, изданная в 1934 году будапештским издательством Literatura Mondo (с эсп. — «Литературный мир»). На несколько последующих десятилетий эта книга стала наиболее полным обзорным изданием по истории эсперанто и эсперанто-культуре, представлявшем также значительное количество биографий эсперантистов разных стран. Как источник по истории эсперанто энциклопедия сохраняет важное значение до сих пор.
Несмотря на то, что на название «Энциклопедия эсперанто» претендовало ещё несколько изданий, данное название закрепилось именно за будапештской энциклопедией.

## Предшественники энциклопедии

### Энциклопедия 1913 года
В 1913 году российский эсперантист Пётр Стоян предложил создать Всемирную Карточную Энциклопедию (Universala Slipa Enciklopedio, USE), которую, согласно его идее, можно было бы издавать в виде отдельных карточек для каждой темы (а впоследствии — формировать на основе отдельных карточек целую подборку). Тем не менее, было издано лишь пять первых карточек.

### Энциклопедия 1917 года
В 1917 году российский эсперантист Владимир Шмурло издал в Петрограде «Всемирную алфавитную адресную книгу „Нить Ариадны“», о которой он писал, что это — «первая попытка [создания] энциклопедии эсперантизма»; её исходная версия, однако, состояла из одних лишь ссылок. Первые 88 страниц были изданы в Риге, полноценному изданию последующих страниц помешала война. Значительного влияния это издание в целом не имело.

## Энциклопедия 1934 года
«Энциклопедия эсперанто» была издана будапештским издательством Literatura Mondo во второй половине 1934 года. Инициатором её создания стал русский священник Иван Ширяев (умерший в 1933 году). В написании статей приняло участие больше сотни авторов из разных стран мира (в том числе — из стран Востока, Нового Света и даже Африки) и представлявших самые разные идеологические течения тогдашнего эсперанто-сообщества. Главными редакторами общей части выступили венгерские эсперантисты Лайош Кокень и Вильмош Блейер; статьи, посвящённые языковым вопросам, редактировал уже тогда весьма известный как эсперантолог венгерский эсперантист Кальман Калочаи.
Энциклопедия содержала в целом 2,5 тысячи статей: о знаменитых эсперантистах (около 1,5 тысяч), различных знаковых моментах истории эсперанто и его использовании в различных сферах и странах на момент создания энциклопедии, а также о различных элементах грамматики и стилистики эсперанто. Около 450 статей было посвящено наиболее известным на то время оригинальным и переводным произведениям на эсперанто. Оригинальное издание энциклопедии содержало также несколько сотен страниц с иллюстрациями. Издание было хорошо воспринято эсперанто-сообществом и сыграло значительную роль в его жизни и развитии.
В 1979 и 1986 годах энциклопедия была стереотипно (однако, без иллюстраций) переиздана в виде одного тома благодаря усилиям Венгерской эсперанто-ассоциации.
В 2000-х годах весь материал энциклопедии был переведён в электронную форму и выложен в интернет. Практически все статьи из энциклопедии послужили основой для создания и развития соответствующих статей в википедии на эсперанто.
Несмотря на то, что в конце 1960-х — начале 1970-х годов планировалось создание и издание обновлённой энциклопедии эсперанто, эти планы не были реализованы. В настоящее время роль подобной энциклопедии играет википедия на эсперанто.

## Интересные факты
- Из-за того, что материалы об эсперанто-движении в Японии на момент подготовки первого тома энциклопедии запаздывали, редакторы были вынуждены поместить эту информацию во втором томе в статье Nipono[2], тем самым против воли «поддержав» этот неологизм (в то время окончательный вариант для названия страны ещё не устоялся окончательно: более традиционному Japanio противостоял более национальный Nipono; в настоящее время вариант Japanio полностью вытеснил своего былого соперника).
- На переписку между редакторами энциклопедии и авторами отдельных статей при подготовке ушло около 800 швейцарских франков[2], что для эсперанто-издательства того времени являлось довольно значительной суммой.